# Laberintos de pasión
Laberintos de pasión (lit. Labirintos de Paixão) é uma telenovela mexicana produzida por Ernesto Alonso para a Televisa, e exibida entre 4 de outubro de 1999 e 21 de janeiro de 2000, sucedendo Por tu amor e antecedendo Siempre te amaré, em 80 capitulos. 
A trama é original de Caridad Bravo Adams e foi adaptada por María del Carmen Peña e José Cuauhtémoc Blanco.
Foi protagonizada por Letícia Calderón, Francisco Gattorno e César Évora, com atuações estelares dos primeiros atores María Rubio, Aarón Hernán, Eugenio Cobo e Pedro Armendáriz Jr., antagonizada por Manuel Ojeda, Fernando Robles, Monika Sánchez, Azela Robinson e Luz María Jerez, além da participação especial de Alma Delfina.
Foi reprisada pelo TLNovelas de 12 de agosto a 4 de outubro de 2019, substituindo La esposa virgen e sendo substituída por La usurpadora.[carece de fontes?]

## Sinopse

### Primeira Fase
Na cidade de San Vicente, vivem os irmãos Pedro e Cristobal Valencia, filhos de Genaro Valencia, o poderoso proprietário da fazenda "El Castillo". Genaro é casado com Sofia Miranda, filha do primeiro proprietário da fazenda, que a construiu e a converteu em uma propriedade próspera, mas desde que Sofia se casou com Genaro, ele se apossou da fazenda e a transformou em uma fortaleza, onde ele comanda com mão de ferro. Por outro lado, Sofia é uma mulher doce e justa, que desaprova  a predileção de seu marido para com seu filho mais velho, Pedro, e seu desprezo pelo mais novo, Christopher. Também vivem na fazenda Ofelia Montero, mãe de Sofia, e sua prima, Carmina Roldán; essa última esconde uma personalidade fria e ambiciosa sob um comportamento suave. Na verdade, Carmina tem um relacionamento adúltero com Genaro, e tem esperança de substituir sua prima e um dia tornar-se a dona da casa.
Em San Vicente também vive a pequena Julieta Valderrama, junto com seu avô, don Miguel Valderrama, que é dono de uma propriedade que Genaro cobiça obsessivamente. Mas Don Miguel se recusa a vender suas terras, já que elas serão a única propriedade que vão herdar sua neta.
Naqueles dias, o pintor Gabriel Almada retorna à cidade depois de anos de ausência para se reencontrar velhos amigos e memórias amargas, já que descobre que Sofia, o grande amor da sua vida, é muito infeliz ao lado do marido. Gabriel, que não deixou de amar Sofia, acredita que o destino lhe deu uma segunda chance de ser feliz com ela.
Julieta e os irmãos Valência se tornam grandes amigos e tornam-se inseparáveis, até Genaro, que desaprova a amizade de três filhos, os obriga a se separarem. Ao mesmo tempo, cansado com a negativa de Don Miguel a vender suas terras, Genaro ordenou a seu capataz, Rosendo Treviño, para matar o velho, a fim de aproveitar a sua terra. Rosendo incendeia a casa de Don Miguel Valderrama, que morre no fogo. Depois desse incidente, Gabriel leva Julieta para morar com ele um tempo.
Sofia, cansada de Genaro e ansiosa para ser feliz ao lado de Gabriel, decide fugir com ele e também levar seus filhos. Porém Carmina descobre os planos e conta tudo pra Genaro, que furioso vai confrontar Sofia. No meio da confusão, Genaro assassina Sofia e, após acusa Gabriel pelo crime. Devido a isso, Julieta e Gabriel vão viver fora da região.

### Segunda Fase
Vários anos depois, Julieta retorna ao povo convertida em uma jovem doutora, na companhia de Gabriel, mas o retorno de ambos reaviva rancores e as memórias do passado, especialmente por Genaro e Pedro, que veem em Gabriel um inimigo comum. Genaro (que se casou Carmina e tem problemas econômicos) traz para viver na fazenda sua sobrinha, Nadia Casanova, com a ideia de resolver seus problemas econômicos a fortuna recém herdada por ela.
Por outro lado, Julieta descobre que amizade de infância que a unia a Pedro tornou-se um amor maduro e correspondido, mas o casal é separado por Nadia, que fixou os olhos em seu primo. Julieta, sozinha e ferida, refugiou-se em Gabriel, que inesperadamente declara seu amor.
Julieta agora está dividida entre dois amores: a grande paixão que sente por Pedro, ou seguro e sincero amor oferecido por Gabriel. Tudo isso se verá na fazenda "El Castillo", com a história que desencadeou labirintos da paixão.

## Elenco
- Leticia Calderón - Julieta Valderrama
- Francisco Gattorno - Pedro Valencia Miranda / Pedro Almada Miranda
- César Évora - Gabriel Almada
- María Rubio - Ofelia Montero Vda. de Miranda
- Manuel Ojeda - Genaro Valencia
- Azela Robinson - Carmina Roldán Montero de Valencia
- Monika Sánchez - Nadia Casanova Guzmán
- Abraham Ramos - Cristóbal Valencia Miranda
- Aarón Hernán - Lauro Sanchez
- Pedro Armendáriz Jr. - Padre Mateo Valencia
- Alma Delfina - Sofía Miranda Montero de Valencia
- Eugenio Cobo - Arturo Sandoval
- Tiaré Scanda - Rocío González Pascual
- Socorro Bonilla - Matilde Pascual de González
- Silvia Manríquez - Sara Morales de Sandoval
- Roberto Antúnez - Miguel Valderrama
- Héctor Sáez - Juan González
- Luz María Jerez - Marissa Cervantes
- Fernando Robles - Rosendo Treviño
- Amira Cruzat - Magdalena García
- David Ramos - Diego Sandoval García
- Antonio de la Vega - Benjamín Sandoval Morales
- Nayeli Dainzu - Alejandra Sandoval Morales
- José Antonio Ferral - Ponciano
- Leonor Bonilla - Rebeca Fernández
- Milton Cortez - Javier Medina
- Ricardo Vera - Comandante Mendoza
- Rubén Morales - Asistente del comandante
- Yosy - Julieta Valderrama (niña)
- Raúl Castellanos -  Pedro Valencia Miranda (niño)
- Eduardo de la Vega - Cristóbal Valencia Miranda (niño)
- Susana Contreras - Genoveva Camacho
- Elisa Coll - Olivia Rocina
- Linda Mejía - Ana Mary Caixba
- Benjamín Islas - Florencio Zamora

## Audiência
Obteve média geral de 24,9 pontos.

## Outras versões
- Laberintos de pasión foi basada na telenovela Estafa de amor, escrita por Caridad Bravo Adams. A história foi levada à televisão em três ocasiões diferentes, todas produzidas por Ernesto Alonso.
- Estafa de amor', produzida em 1961 e protagonizada por Amparo Rivelles e Raúl Ramírez.
- Estafa de amor, produzida em 1968 ' protagonizada por Maricruz Olivier e Enrique Lizalde.
- El engaño, produzida em 1986 e protagonizada por Erika Buenfil e Frank Moro.
- "Corazón que miente", produzida em 2016 e protagonizada por Thelma Madrigal e Pablo Lyle.

## Prêmios e Indicações

### Prêmios TVyNovelas 2000
| Categoria                       | Nomeado                                 | Resultado |
| ------------------------------- | --------------------------------------- | --------- |
| Melhor telenovela               | Ernesto Alonso                          | Ganhador  |
| Melhor atriz protagonista       | Leticia Calderón                        | Ganhadora |
| Melhor ator protagonista        | Francisco Gattorno                      | Ganhador  |
| Melhor atriz antagonista        | Monika Sánchez                          | Ganhadora |
| Melhor ator antagonista         | Manuel Ojeda                            | Ganhador  |
| Melhor historia ou adaptação    | Cuauhtémoc Blanco Maria del Carmen Peña | Ganadores |
| Melhor tema musical             | Laberintos de pasión - Pedro Fernández  | Ganhador  |
| Melhor compositor de telenovela | Jorge Avendaño                          | Ganhador  |

### Prêmios Bravo
| Ano  | Categoria                | Nominado    | Resultado |
| ---- | ------------------------ | ----------- | --------- |
| 2000 | Melhor ator protagonista | César Évora | Ganhador  |